# Baboulin
Baboulin ist ein französisches Unternehmen im Bereich Automobil und ein ehemaliger Automobilhersteller.

## Unternehmensgeschichte
Das Unternehmen Automobile T. Baboulin aus Grenoble begann 1969 mit der Produktion von Automobilen. Der Markenname lautete Baboulin. 1978 erfolgte eine Umbenennung in Accessibilité Automobile T. Baboulin. 1980 endete die Automobilproduktion. Das Unternehmen existiert weiterhin im Bereich Automobilausstattung.

## Fahrzeuge
Das erste Modell war ein Buggy, das auf ein verkürztes Fahrgestell vom VW Käfer montiert wurde. Dieses Modell war auch als Bausatz erhältlich. 1978 folgte ein Pick-up auf Basis des Peugeot 504.